# Allerheiligen im Mühlkreis
Die Naturparkgemeinde Allerheiligen im Mühlkreis ist eine Gemeinde und ein Wallfahrtsort im Bezirk Perg im unteren Mühlviertel, Oberösterreich mit 1288 Einwohnern (Stand 1. Jänner 2025). Die aktuelle Ausdehnung des Gemeindegebietes erstreckt sich auf die Katastralgemeinden Allerheiligen und Lebing und entstand 1938 durch die Eingemeindung der Gemeinde Lebing.
Der Ort im Gerichtsbezirk Perg liegt sechs Kilometer nördlich der Bezirkshauptstadt Perg, wo sich auch der Sitz des zuständigen Bezirksgerichtes befindet, und 10 km nordöstlich der Donau. Ein Teil des Gemeindegebietes im Naarntal ist Teil des Naturparks Mühlviertel und ausgewiesenes Landschaftsschutzgebiet.
Die frühbarocke Orgel aus dem 17. Jahrhundert in der 1454 erstmals urkundlich erwähnten Wallfahrtskirche Allerheiligen ist eines der ältesten und seltensten Instrumente Österreichs.
Das Kaolinvorkommen in der Ortschaft Kriechbaum ist seit Jahrhunderten bekannt, wurde 1803 erstmals urkundlich belegt und ist das einzige abbauwürdige Vorkommen Österreichs. Der Abbau erfolgt durch die 1922 gegründeten KAMIG – Österreichische Kaolin- und Montanindustrie in Tag- und Untertagbau. Seit 2009 wird vom Verein Kaolinum – Wissensnetzwerk Bergbau die Errichtung eines Bergwerksmuseums und eines Themenparks vorbereitet.

## Geografie

### Lage und Umgebung
Allerheiligen erstreckt sich über einen Höhenbereich von 340 bis 568 m ü. A. auf einem Ausläufer des Granit-Berglandes zwischen den Tälern der Naarn und des Kettenbachs. Wie die Nachbargemeinden liegt sie im sogenannten Aist-Naarn-Kuppenland. Die Ausdehnung der Gemeinde beträgt von Nord nach Süd 5 Kilometer, von West nach Ost 8,6 Kilometer. Die Gesamtfläche beträgt 20,20 Quadratkilometer, wovon 44 Prozent bewaldet und 48 Prozent landwirtschaftlich genutzt sind. Die Kirche und das Ortszentrum liegen an der höchsten Stelle des Gemeindegebietes.

### Geologie
Die Gemeinde liegt im Untermühlviertler Schollenland, einem Ausläufer des Granit- und Gneisplateaus. Aus geologischer und geomorphologischer Sicht sowie unter Aspekten der Raumnutzung befindet sich das Gemeindegebiet von Allerheiligen zur Gänze in der oberösterreichischen Raumeinheit Aist-Naarn-Kuppenland.
In Kriechbaum und in den angrenzenden Gemeinden Perg (Weinzierl), Schwertberg und Tragwein befindet sich die größte Kaolinabbaustätte Österreichs.

### Landschaftsschutz, Naturdenkmäler, Gewässer

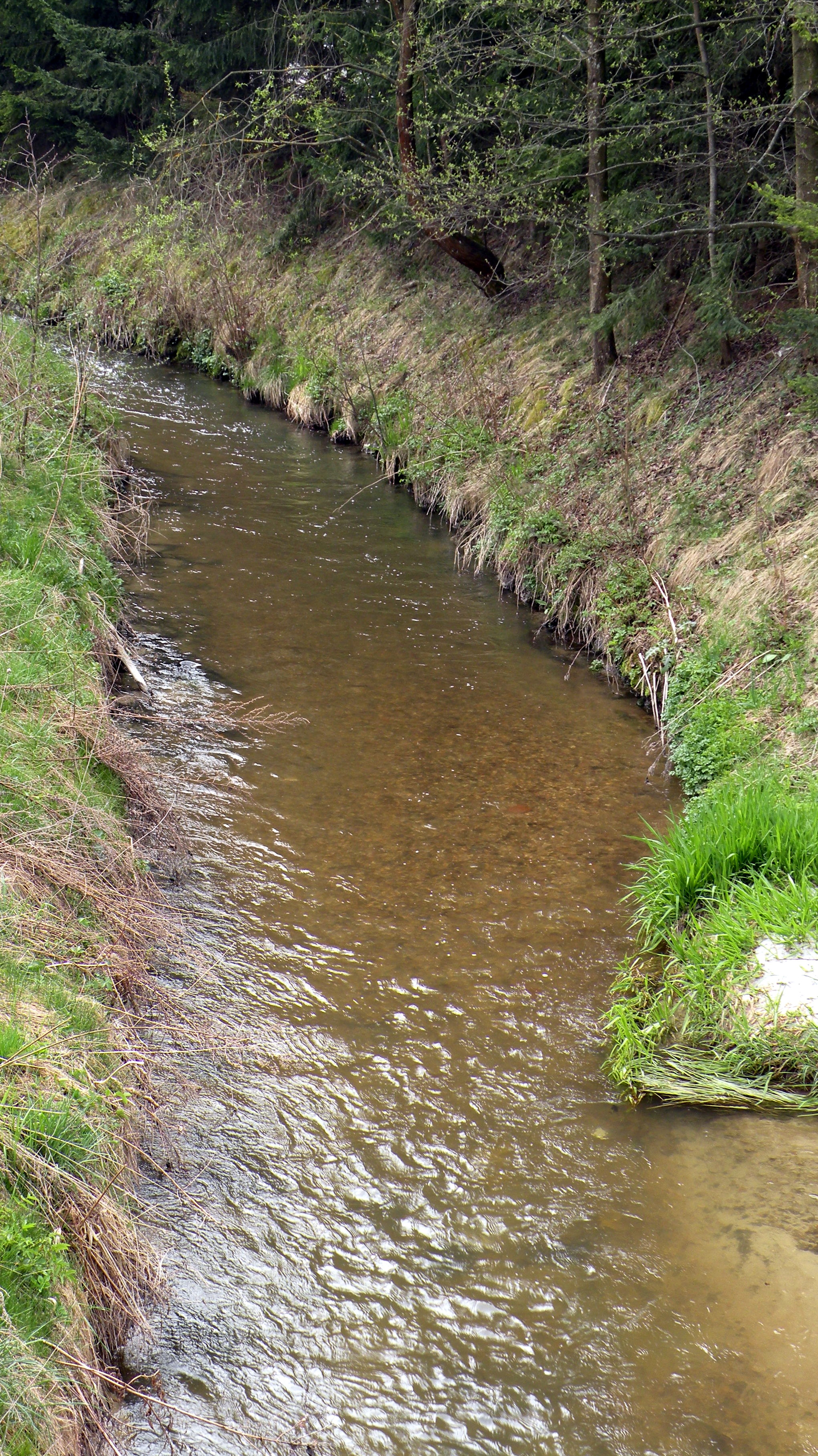
Kettenbach in der Ortschaft Kriechbaum

Die Ostgrenze zu Windhaag bildet von der Aschermühle bis zur Kuchlmühle auf einer Länge von etwa zehn Kilometern der Fluss Naarn. Der zum Gemeindegebiet zählende Teil des Naarntals ist mit seinen bewaldeten Hängen ein Teil des FFH-Gebietes Waldaist-Naarn, das auch zum Naturpark Mühlviertel gehört.
Der Gänsebach im Süden bildet die Grenze zu Perg und der Lebingerbach im Westen die Grenze zu Schwertberg. Der Kettenbach trennt Allerheiligen von der Nachbargemeinde Tragwein und der Haizenbach ist die nordöstliche Abgrenzung zu Bad Zell. Alle diese Bäche fließen zur Aist. Der Bergrücken über dem Naarntal bildet die Wasserscheide zwischen Aist und Naarn. Doch der Weg ins Naarntal ist meist zu kurz für die Bildung von Bächen mit nennenswerter Größe. Der einzige namhafte Bach des Gemeindegebietes, der in die Naarn mündet, ist der Auerbach in Oberlebing.
Im Naarntal an der Naarntallandesstraße befindet sich der Falkenstein, ein fast senkrecht einhundert Meter aufragender Granitturm, der 1982 von der oberösterreichischen Landesregierung zum Naturdenkmal erklärt wurde.

### Gemeindegliederung
Das Gemeindegebiet umfasst folgende sieben Ortschaften (in Klammern Einwohnerzahl Stand 1. Jänner 2025):
- Allerheiligen im Mühlkreis (400) samt Dörfl
- Baumgarten (56)
- Hennberg (101) und gleichnamiger Berg
- Judenleiten (129)
- Kriechbaum (123)
- Niederlebing (112) samt Lebing
- Oberlebing (367) samt Riegl und Sölling

Die Gemeinde besteht aus den Katastralgemeinden Allerheiligen und Lebing.

### Nachbargemeinden
| Tragwein (FR) |                                             | Bad Zell (Bezirk Freistadt) |
| Schwertberg   | Kompassrose, die auf Nachbargemeinden zeigt | Windhaag bei Perg           |
|               | Perg                                        |                             |

### Verkehr
Von Süden aus Perg kommend durchquert die Landesstraße L1424 Judenleiten, Niederlebing, Oberlebing sowie das Ortszentrum von Allerheiligen und verlässt dann nach Baumgarten das Gemeindegebiet. In Oberlebing mündet die aus Richtung Tragwein beziehungsweise Kriechbaum kommende Landstraße L1419 in die L1424 ein. Ab der nördlichen Gemeindegrenze führt sowohl die L1424 als auch die links abzweigende L1417 zur Königswiesener Straße (B 124), die ein kleines Stück an der Nordgrenze Allerheiligens verläuft. Im Übrigen wird das Gemeindegebiet durch Gemeindestraßen und Güterwege aufgeschlossen.

### Klima
|                        | Jan  | Feb  | Mär  | Apr  | Mai  | Jun  | Jul  | Aug  | Sep  | Okt  | Nov  | Dez  |   |      |
| Mittl. Temperatur (°C) | −1,6 | −0,4 | 3,7  | 8,4  | 13,6 | 16,1 | 18,2 | 18,0 | 13,7 | 9,1  | 2,9  | −0,5 | ⌀ | 8,5  |
| Mittl. Tagesmax. (°C)  | 1,2  | 3,0  | 7,9  | 13,3 | 18,7 | 21,0 | 23,3 | 22,9 | 18,3 | 13,2 | 5,8  | 2,2  | ⌀ | 12,6 |
| Mittl. Tagesmin. (°C)  | −4,0 | −3,0 | 0,7  | 4,6  | 9,5  | 12,0 | 14,1 | 14,1 | 10,4 | 6,2  | 0,6  | −2,8 | ⌀ | 5,2  |
|                        |      |      |      |      |      |      |      |      |      |      |      |      |   |      |
| Niederschlag (mm)      | 50   | 48   | 61   | 53   | 83   | 99   | 125  | 103  | 71   | 55   | 54   | 57   | Σ | 859  |
|                        |      |      |      |      |      |      |      |      |      |      |      |      |   |      |
| Luftfeuchtigkeit (%)   | 77,3 | 67,9 | 59,2 | 50,5 | 48,5 | 53,2 | 51,4 | 52,9 | 58,4 | 64,4 | 78,3 | 80,3 | ⌀ | 61,8 |

| −4,0 |

| −3,0 |

| 0,7 |

| 4,6 |

| 9,5 |

| 12,0 |

| 14,1 |

| 14,1 |

| 10,4 |

| 6,2 |

| 0,6 |

| −2,8 |

| −4,0 |

| −3,0 |

| 0,7 |

| 4,6 |

| 9,5 |

| 12,0 |

| 14,1 |

| 14,1 |

| 10,4 |

| 6,2 |

| 0,6 |

| −2,8 |

## Geschichte
Spuren einer jungsteinzeitlichen Siedlung befinden sich in Niederlebing in der Nähe des Bauernhauses Seisenbecker. Funde in Form von Flach- und Lochbeilen gab es in Judenleiten, Ober- und Unterlebing. In Lebing wird aus etymologischen Gründen ein Gräberfeld aus der Bronzezeit vermutet, bis jetzt jedoch nicht gefunden.
Während der Römerzeit lag die Gegend um Allerheiligen nur wenige Kilometer nördlich der Grenze der Provinz Noricum, die in diesem Bereich vom Limes beziehungsweise von der Donau gebildet wurde, bereits außerhalb der 7,5 Kilometer breiten Pufferzone zwischen Römern und Barbaren. Das römische Kastell Adiuvense (Wallsee) und das römische Militärlager Lauriacum (Enns/Lorch) lagen in Sichtweite. Siedlungsspuren aus dieser Zeit sind auf dem Gebiet der Gemeinde Allerheiligen nicht nachweisbar.
Der sprachliche Einfluss der slawischen und baierischen Siedlungstätigkeit im 7. und 8. Jahrhundert ist verschiedentlich in den Bauernhof- und Ortschaftsbezeichnungen erhalten geblieben. Die Gegend um Allerheiligen war ursprünglich im Ostteil des Herzogtums Bayern gelegen und gehörte ab dem 9. Jahrhundert zur Awarenmark.
Zur Zeit der Babenberger lagen die späteren Katastralgemeinden Allerheiligen und Lebing in der Markgrafschaft beziehungsweise später im Herzogtum Österreich im Grenzbereich zwischen Riedmark und Machland sowie im Gebiet der Herren von Perg.
Das Gebiet gehörte zur Urpfarre Naarn. Mehrere Althöfe waren über das heutige Gemeindegebiet verteilt. Ausgehend von Staffling führte vom Machland über Perg, Sandweg, Judenleiten, Lebing, Tragwein ein alter Saumpfad nach Böhmen.
Ab dem 12. Jahrhundert herrschten im Bereich von Lebing die Öder von Geiersberg, Dienstleute der Hochfreien von Lengenbach und später der Herren von Kuenring, mit dem Stammsitz auf der kleinen Burg Geiersberg in Oberlebing (Nähe Gehöft Reifegger) und später auch mit einem Sitz in Kriechbaum (Bauernhof Klinger).
Die älteste urkundliche Erwähnung einer Kirche erfolgte 1454 als Filialkirche der Pfarre Tragwein. Einzelne Gehöfte wurden bereits wesentlich früher in Urkunden erwähnt. Später gehörte die Gegend zur Herrschaft Schwertberg. Für das Gemeindewappen wurde das Wappen der Familie Tschernembl übernommen, in deren Herrschaftsgebiet sich Ort und Pfarre lange Zeit befanden.
1848 entstanden auf den Gebieten der gleichnamigen Katastralgemeinden die Gemeinden Allerheiligen mit einer Fläche von 11,37 Quadratkilometern und Lebing mit einer Fläche von 8,84 Quadratkilometern.
Seit 1918 gehören die beiden Gemeinden zum Bundesland Oberösterreich. Anfang der 1920er-Jahre gaben die Gemeinden Allerheiligen und Lebing Notgeld heraus. Nach dem Anschluss Österreichs an das Deutsche Reich am 13. März 1938 gehörte der Ort zum Gau Oberdonau.
1938 wurde die Gemeinde Lebing (409 Einwohner) in die Gemeinde Allerheiligen (572 Einwohner) eingemeindet.
1945 erfolgte die Wiederherstellung Oberösterreichs und Allerheiligen gehörte bis 1955 zur sowjetischen Besatzungszone.
Nach dem Krieg gab es Bestrebungen, die Gemeinde Lebing wieder zu errichten. In einer Volksabstimmung 1945 waren 52 Prozent der Bewohner bei einer Wahlbeteiligung von 80 Prozent für eine selbständige Gemeinde Lebing. Dem Wunsch wurde jedoch nicht entsprochen. 1951 sollte Allerheiligen zur besseren Unterscheidung von gleichnamigen Gemeinden Allerheiligen im Machland benannt werden. Auf begründetes Ersuchen der Gemeindevertretung wurde der Ort schließlich Allerheiligen im Mühlkreis genannt.
Ende des 20. Jahrhunderts etablierte sich der Ort als Naturpark- und Wohngemeinde.

## Bevölkerung

### Einwohnerentwicklung
Die Einwohnerzahl der Gemeinde schwankt ungewöhnlich, war im Beobachtungszeitraum im Jahr 1880 mit 917 Personen am niedrigsten und im Jahr 2019 mit 1.280 Personen am höchsten und ist erst in den letzten Jahren wieder im Steigen begriffen. Nachdem 1900 erstmals mehr als eintausend Personen in Allerheiligen wohnten, lag 1923, 1939 und 1971 der Wert unter diese Marke.

### Bevölkerungsstruktur nach Geschlecht, Alter und Bildung
Die Gemeinde Allerheiligen hatte am 1. Jänner 2009 1.173 Einwohner, davon 596 Männer und 577 Frauen.
Die grobe Altersstruktur der Bevölkerung von Allerheiligen zum 1. Jänner 2009 zeigt, dass 67,3 % der Allerheiligener über 15 und unter 65 Jahre alt sind. Mit 18,5 % ist etwas weniger als ein Fünftel der Bevölkerung jünger und mit 14,2 % etwa ein Siebentel der Bevölkerung älter. Der Frauenanteil liegt bei der Hauptgruppe mit 46,4 % niedriger als beim Gesamtwert, während er bei den jüngeren und älteren Personen mit 53,9 % beziehungsweise 56,3 % deutlich höher liegt.
Von den 892 in Allerheiligen wohnenden Personen, die 2001 über 15 Jahre alt waren, sind 427 beziehungsweise 47,9 % Frauen. 24 Allerheiligener, das sind 2,7 % der über Fünfzehnjährigen, haben den Abschluss einer Universität, Fachhochschule oder Akademie, der Frauenanteil liegt hier mit 41,7 % deutlich unter dem der Bevölkerungsgruppe insgesamt. Weitere 60 Allerheiligener, das sind 6,7 % der relevanten Bevölkerungsgruppe, haben die Matura, dabei liegt der Frauenanteil mit 36,7 % ebenfalls deutlich unter dem an der betreffenden Bevölkerungsgruppe. 425 Allerheiligener, das sind mit 47,6 % fast die Hälfte der über Fünfzehnjährigen, haben eine Lehre oder berufsbildende mittlere Schule abgeschlossen, wobei der Frauenanteil 35,8 % beträgt. 383 oder 42,9 % der Allerheiligener haben nur einen Pflichtschulabschluss. Darunter sind mehr als drei Fünftel Frauen.

### Herkunft und Sprache
99,3 % der Einwohner von Allerheiligen sind zum 1. Jänner 2009 österreichische Staatsbürger und 98,0 % wurden in Österreich geboren. 3 Allerheiligener kommen aus anderen EU-Staaten, 5 aus Nicht-EU-Staaten beziehungsweise anderen Kontinenten.
Der mittel- oder donaubairische Dialekt ist eine bairische Dialektform, die in ganz Oberösterreich verbreitet ist. Der ostösterreichische Zweig des Mittelbairischen geht auf die Mundart des durch die bairische Ostsiedlung entstandenen babenbergischen Herrschaftsgebietes Ostarrichi zurück.
Bei der Volkszählung 2001 haben 1081 Personen (98,4 %) Deutsch als Umgangssprache angegeben, 18 (1,6 %) eine sonstige Sprache.

### Religion
Bei der Volkszählung 2001 haben 1053 Personen (95,8 %) römisch-katholisch als Religionsbekenntnis angegeben, 24 (2,2 %) evangelisch, 22 (2,0 %) der Allerheiligener haben sich zu keiner Religion bekannt.

## Kultur und Sehenswürdigkeiten

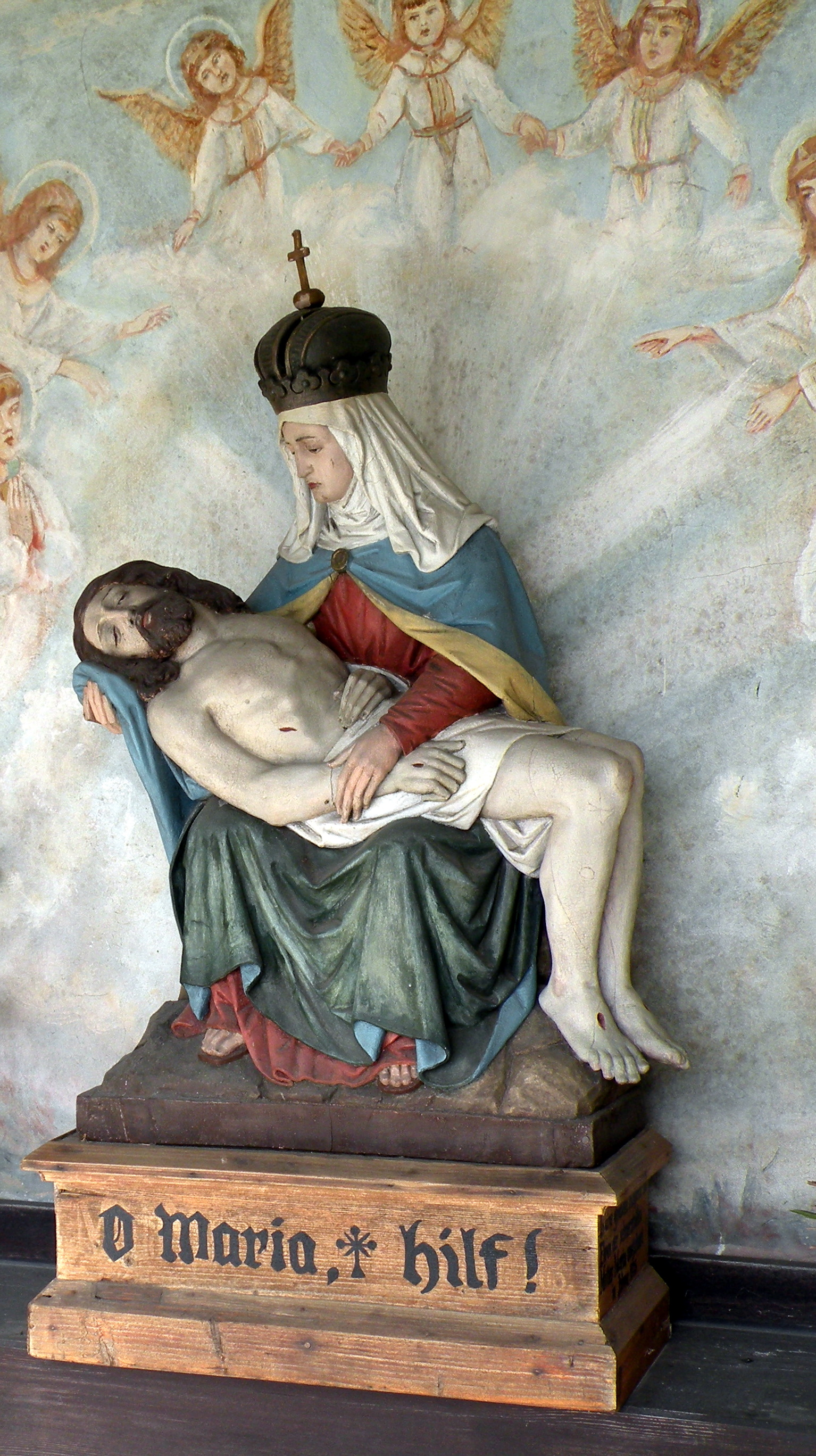
Pietà in der Heiligensteinkapelle

- Pfarr- und Wallfahrtskirche Allerheiligen im Mühlkreis, geweiht Unsere Liebe Frau Königin Aller Heiligen
- Heiligensteinkapelle bei der westlichen Ortseinfahrt
- Auf dem Gemeindegebiet befinden sich mehrere Pechölsteine aus Granit, die früher beim Pechölbrennen verwendet wurden.
- Naturdenkmal Falkenstein im Naarntal
- Burgstall Geiersberg in Lebing
- Schloss Kriechbaum und Adelssitz Siegenhof (Gehöfte Mayergut und Singhofer) in Kriechbaum.
- Bergbaumuseum Kaolinum in Kriechbaum

### Sport und Freizeit
In Allerheiligen besteht eine Reihe von Vereinen, die den kulturellen Bedürfnissen der regionalen Bevölkerung nachkommen, darunter eine Goldhaubengruppe und der bereits 1890 gegründete Musikverein mit der Trachtenmusikkapelle Allerheiligen.
Die UNION Allerheiligen wurde 1974 gegründet. Sektionen sind beziehungsweise waren Tischtennis (seit 1982), Radfahren (seit 1991), Damenfußball (1983 bis 1988), Frauenturnen, Schi (seit 1979).
Der ASKÖ Allerheiligen wurde 1978 gegründet. Sektionen sind beziehungsweise waren Stockschießen, Wandern (seit 1981), Turnen. 1988 wurde ein Klubheim und zwei Jahre später eine Asphaltbahn mit moderner Flutlichtanlage in Kriechbaum eröffnet.
Der Eisschützenverein Allerheiligen wurde 1983 gegründet und nimmt an Turnieren und Meisterschaften teil.
In Allerheiligen geht bei geeigneter Schneelage ein Schilift in Betrieb. Für die Schaffung optimaler Pistenverhältnisse wurde eine Pistenraupe angeschafft.

## Wirtschaft und Infrastruktur

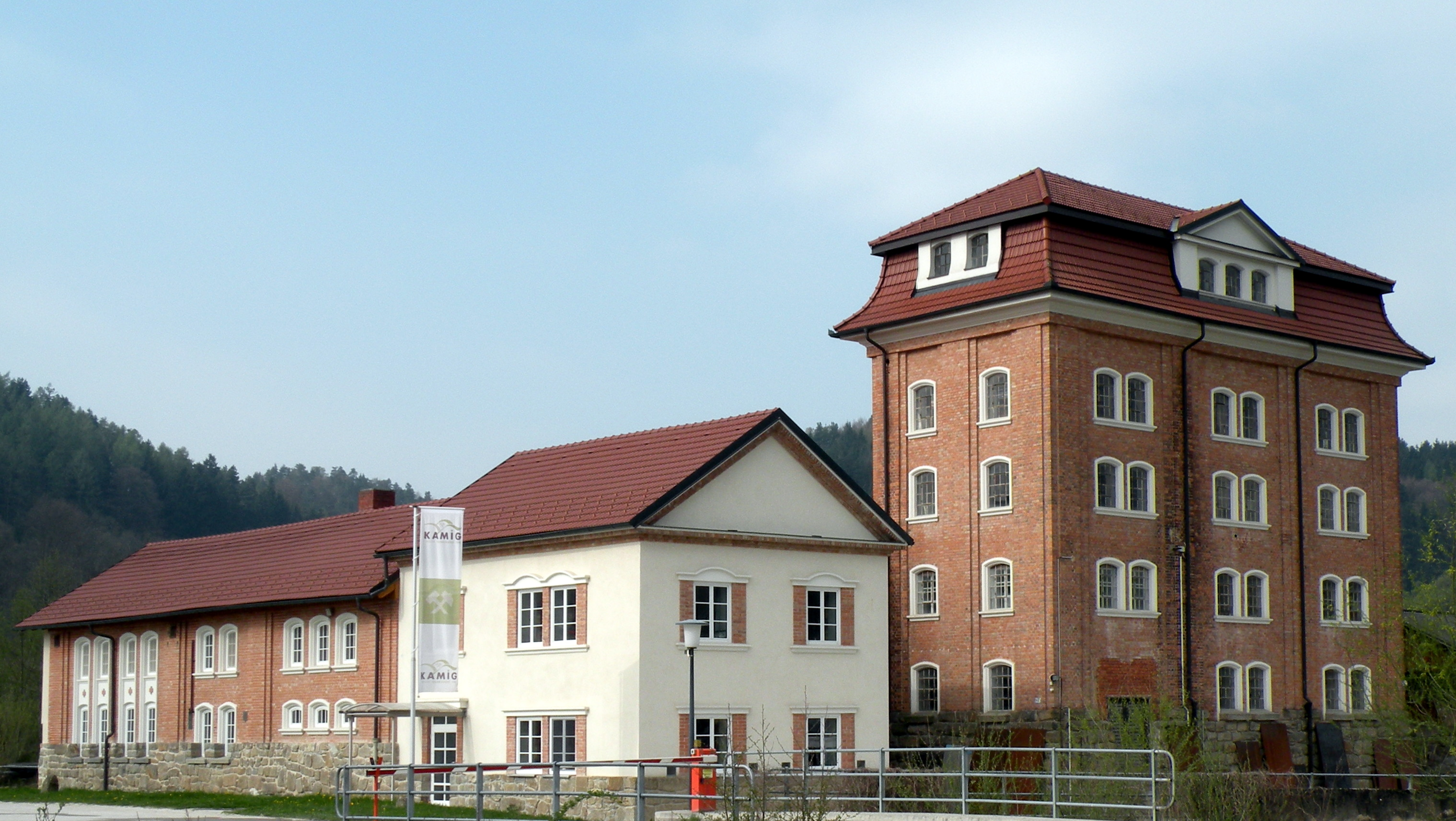
Werksgebäude der Kamig in Kriechbaum

### Wirtschaftsbetriebe
In Allerheiligen haben nur wenige Wirtschaftsbetriebe ihren Sitz, darunter ein Autohaus etwas außerhalb des Ortszentrums, ein Bauunternehmen sowie die Betriebsstätte Kriechbaum-Weinzierl der österreichischen Kaolin- und Montanindustrie in Kriechbaum, wo Kaolin abgebaut wird.
Die Gemeinde Allerheiligen ist eine von 18 Gemeinden in der LEADER Region Strudengau.

### Beschäftigungssituation
Am 1. Jänner 2001 waren in Allerheiligen 136 Personen beschäftigt. Von den in Allerheiligen wohnenden 514 Erwerbstätigen pendelten einerseits 428 zu ihren Arbeitsplätzen außerhalb der Gemeinde, während andererseits 50 Personen zu ihrem Arbeitsplatz nach Allerheiligen pendelten.
253 Arbeitsplätze der Allerheiligener befinden sich in einer anderen Gemeinde des Bezirkes Perg, 138 außerhalb des Bezirks Perg in Oberösterreich. Die restlichen Arbeitsplätze befinden sich in anderen Bundesländern, vereinzelt auch im Ausland. 15 Personen aus dem Bezirk Perg haben ihren Arbeitsplatz in Allerheiligen, der Rest der Einpendler kommt aus anderen Bezirken von Oberösterreich bzw. anderen österreichische Bundesländern.
2001 waren von den Allerheiligenern 8,2 Prozent in der Land- und Forstwirtschaft, 44,5 Prozent in Industrie, Gewerbe und Bauwesen sowie 46,5 Prozent im Dienstleistungsbereich tätig. Der Anteil der in der Land- und Forstwirtschaft tätigen Allerheiligener betrug 1981 noch 26,2 Prozent. Die Arbeitsplätze in Allerheiligen bestanden zu 30,9 Prozent in der Landwirtschaft, zu 9,6 Prozent in Industrie, Gewerbe und Bauwesen sowie zu 59,6 Prozent im Dienstleistungsbereich. 1981 waren noch 50,9 Prozent der Arbeitsplätze in der Land- und Forstwirtschaft zu finden.

### Verkehrssituation
Die nächsten Haltestellen und Bahnhöfe der Donauuferbahn befinden sich in Perg in einer Entfernung von rund acht Kilometern. Im öffentlichen Verkehr stehen direkt in Allerheiligen ausschließlich Autobusse zur Verfügung, wobei Verbindungen von Bad Zell kommend in die Bezirkshauptstadt bestehen.
Ein Großteil der Ein- und Auspendler ist auf das eigene Fahrzeug angewiesen. Die nächsten Autobahnanschlüsse befinden sich im Westen in Sankt Valentin, Enns und Asten mit einer Fahrzeit von 30 bis 45 Minuten und im Osten in Amstetten und in Ybbs mit einer Fahrzeit von rund einer Stunde.

### Infrastruktur

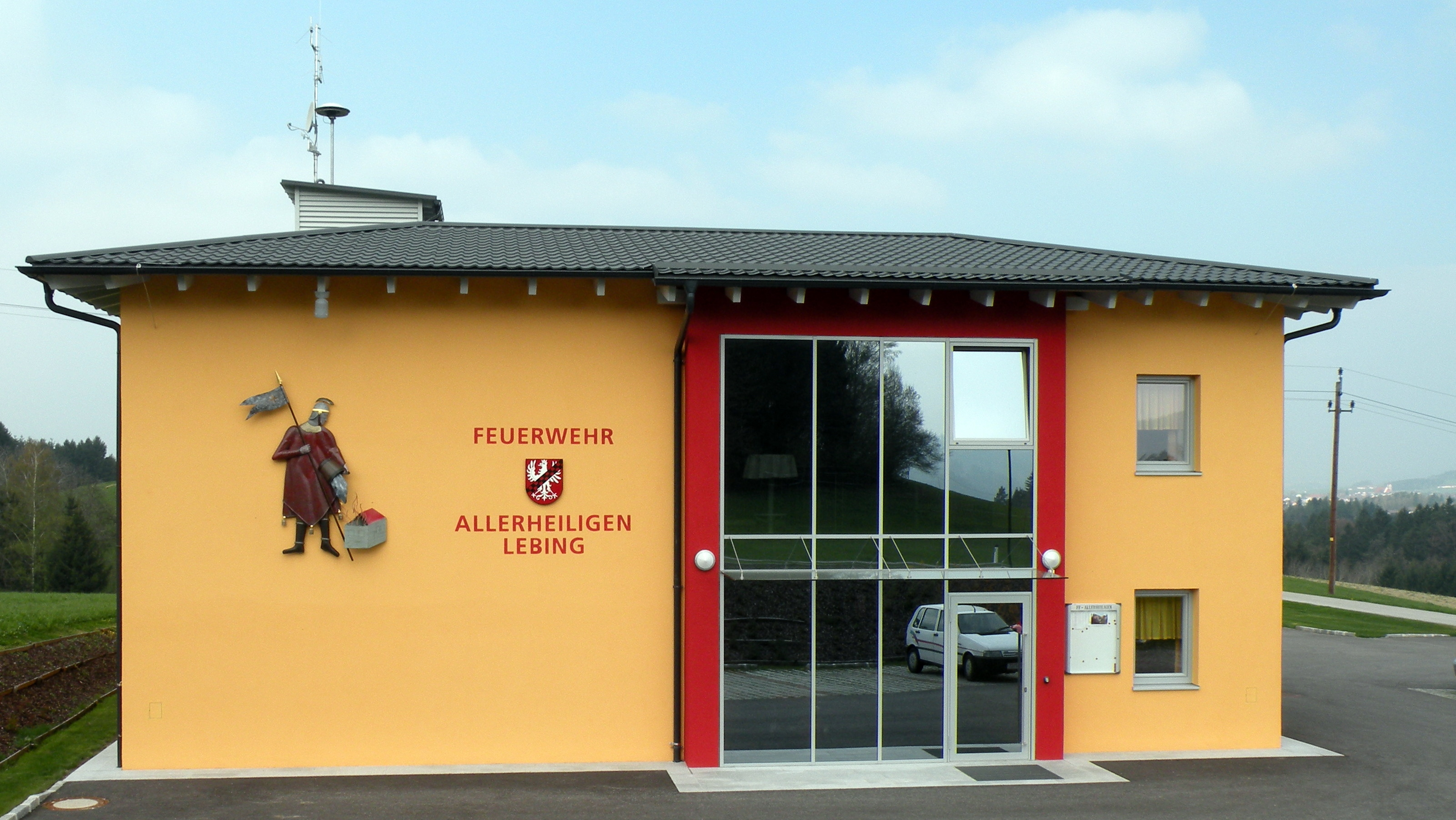
Feuerwehrhaus Allerheiligen im Mühlviertel

Die Stromversorgung der Gemeinde Windhaag erfolgt im Wesentlichen durch das Elektrizitätswerk Perg. Es besteht die örtliche Freiwillige Feuerwehr, die 1911 für Allerheiligen und Lebing gegründet wurde.
In der Gemeinde Allerheiligen besteht neben einem 1974 eingerichteten Kindergarten für die noch nicht schulpflichtigen Kinder eine seit 1782 bestehende Volksschule. Die Möglichkeit zum Besuch von Hauptschulen, eines Unterstufengymnasiums, des Polytechnischen Schule oder der berufsbildenden mittleren oder höheren Schulen ist im Bezirk Perg möglich, wobei vor allem die Stadt Perg als Schulstadt fungiert.
Die örtliche Raiffeisenkasse wurde als Vorschusskassenverein für die Pfarrgemeinde Allerheiligen und Ortsgemeinde Lebing im Jahr 1900 gegründet und bis 1972 mit Sonntagsbetrieb geführt. Seit 1972 ist es eine an Wochentagen geöffnete Bankstelle der Raiffeisenbank Perg und 1991 wurde das neuerrichtete Geschäftslokal auf dem Dorfplatz eröffnet.

## Politik

### Gemeinderat
Der Gemeinderat hat 13 Mitglieder.
- Mit den Gemeinderats- und Bürgermeisterwahlen in Oberösterreich 2003 hatte der Gemeinderat folgende Verteilung: 9 ÖVP und 4 SPÖ. (13 Mandate)
- Mit den Gemeinderats- und Bürgermeisterwahlen in Oberösterreich 2009 hatte der Gemeinderat folgende Verteilung: 8 ÖVP und 5 SPÖ. (13 Mandate)
- Mit den Gemeinderats- und Bürgermeisterwahlen in Oberösterreich 2015 hatte der Gemeinderat folgende Verteilung: 11 ÖVP und 8 SPÖ. (19 Mandate)
- Mit den Gemeinderats- und Bürgermeisterwahlen in Oberösterreich 2021 hat der Gemeinderat folgende Verteilung: 7 ÖVP und 6 SPÖ. (13 Mandate).[18]

Bei den Gemeinderatswahlen verfügt die ÖVP seit 1945 über die absolute Mehrheit der Stimmen und Mandate, wobei sich der Stimmanteil zwischen 73,1 Prozent (1949) und 50,5 Prozent (1961) der abgegebenen Stimmen bewegte. Die Stimmanteile der SPÖ bewegten sich zwischen 49,5 Prozent (1961) und 22,3 Prozent (1949). Die FPÖ kandidiert seit 1973 und erzielte zwischen 6,4 (2003) und 13,9 Prozent (1979). Nur 1945 kandidierte zusätzlich noch die KPÖ und erreichte 7,4 Prozent der Stimmen.

### Bürgermeister
Bürgermeister seit 1850 waren:
| Bürgermeister von Allerheiligen - Martin Aumüller (1850 bis 1857) - Johann Schinnerl (1858 bis 1870) - Peter Neuberger (1870 bis 1873) - Johann Schinnerl (1873 bis 1888) - Josef Mörwald (1888 bis 1891) - Karl Schimpl (1894 bis 1894) - Josef Mörwald (1894 bis 1900) - Karl Schimpl (1901 bis 1912) - Johann Mörwald (1912) - Karl Wiesinger (1913 bis 1924) - Karl Schimpl (1924 bis 1936) - Franz Schützenhofer (1936) - Karl Kapplmüller (1936 bis 1940) - Karl Rammer (1940 bis 1945) - Rudolf Bock (1945 bis 1946) - Karl Öhlinger (1946 bis 1967) - Josef Brandl (1967 bis 1971) - Johann Fraundorfer (1971 bis 1989) - Johann Aistleitner (1989 bis 2008) - Berthold Baumgartner (ÖVP) (2008 bis dato) | Bürgermeister von Lebing - Cajetan Plasser (1850 bis 1861) - Martin Knoll (1861 bis 1864) - Johann Knoll (1864 bis 1867) - Martin Knoll (1867 bis 1903) - Franz Wahl (1903 bis 1906) - Michael Knoll (1906 bis 1909) - Josef Aumüller (1909 bis 1913) - Karl Öhlinger (1913 bis 1938) |

### Wappen
Das 1978 von der oberösterreichischen Landesregierung verliehene Gemeindewappen wird offiziell wie folgt beschrieben:
In Rot ein silberner, gekrönter Adler, belegt mit einem von Schwarz und Rot in zwei Reihen geschachten Schräglinksbalken.
Die Gemeindefarben sind Rot-Weiß.
Es handelt sich um die Übernahme des Adelswappens der aus Krain stammenden Adelsfamilie Tschernembl, deren Herrschaftsbereich sich in der zweiten Hälfte des 16. und in den ersten Jahrzehnten des 17. Jahrhunderts auf das heutige Gemeindegebiet und die örtliche Kirche erstreckte.

## Persönlichkeiten
Ehrenbürger von Allerheiligen
- Josef Radgeb († 1980), Pfarrer von 1929 bis 1970
- Rudolf Dückelmann †, Gemeindearzt
- Karl Öhlinger († 1975), Bürgermeister von 1946 bis 1967
- Johann Fraundorfer (* 1933; † 2005), Bürgermeister von 1971 bis 1989, Träger des Goldenen Verdienstzeichens der Republik Österreich
- Alois Öhlinger (* 1942), Vizebürgermeister a. D.
- Johann Aistleitner (* 1953), Bürgermeister von 1989 bis 2008, Träger des Goldenen Verdienstzeichens der Republik Österreich

Ehrenbürger von Lebing
- Franz X. Bohdanowicz (* 1836; † 1892), Pfarrer von Allerheiligen von 1866 bis 1892

Personen, die mit Allerheiligen in Verbindung stehen
- Harald Ambros (* 1980), erfolgreicher österreichischer Vielseitigkeitsreiter mit nationalen und internationalen Erfolgen, Olympiateilnehmer 2004 und 2008
- Josef Perndl (* 1905 in Allerheiligen), Seelsorger und Pädagoge, Pfarrer von Sankt Johann am Wimberg
- Johann Lugmayr († 23. März 1974), Pfarrer von Sankt Anna in Steyr, stammt aus Allerheiligen
- Johann Nirnberger (* 23. Februar 1912 in Tragwein; † 21. Juni 1993) war Mitarbeiter in der Kamig (1947 bis 1972) und Heimatmaler, der in der Ortschaft Kriechbaum wohnte und Bilder mit Motiven aus der Bauern- und Jägerschaft, Porträts, Landschaften aus der engeren Heimat, Kreuzwegstationen, Märchenbilder, Theaterkulissen u. a. malte, Gedichte schrieb, Figuren aus Ton und Sandstein modellierte, Marterl, Bildstöcke und Kapellen gestaltete sowie Fresken auf Häusern anbrachte. Auch die Fresken in der Heiligenstein-Kapelle in Allerheiligen zählen zu seinen Werken. Die Barbara-Bilder, die Mitarbeiter der Kamig nach 25 Jahren Betriebszugehörigkeit erhielten, stammen aus seiner Hand.
- Alois Stöger (* 1960), Gewerkschafter (FSG), ehemaliger Gesundheits-, Verkehrs- und Sozialminister (SPÖ), ist in Allerheiligen aufgewachsen